# Jean-Paul Lacroix
 (janvier 2017).
Si vous disposez d'ouvrages ou d'articles de référence ou si vous connaissez des sites web de qualité traitant du thème abordé ici, merci de compléter l'article en donnant les références utiles à sa vérifiabilité et en les liant à la section « Notes et références ».
Pour les articles homonymes, voir Lacroix.
Jean-Paul Lacroix (né le 22 mars 1914 à Colombes et mort le 23 septembre 1993 à Boulogne-Billancourt) est un journaliste et un écrivain français.

## Biographie
Professeur d'anglais à Périgueux, Jean-Paul Lacroix participe au lancement d'un périodique conçu durant l'occupation, en septembre 1944 à Périgueux, L'Essor, hebdomadaire satirique né de sa rencontre avec Pierre Fanlac et Gabriel Macé, futur rédacteur en chef du Canard enchaîné.
Il entre au Canard enchaîné grâce à son livre Je suis un aboulique, remarqué par Henri Jeanson. Il y collabore de 1947 à sa mort.

## Ouvrages
- Je suis un aboulique, Fanlac, 1946
- Le Palais indiscret, Julliard, 1965 Recueil d'anecdotes humoristiques sur la justice.
- La Presse indiscrète : de Théophraste Renaudot à Pierre Lazareff. Toutes les bonnes histoires de la presse française, Julliard, 1967
- Le Livre blanc de l'humour noir (avec la coll. de Michel Chrestien), Pensée moderne, 1967
- Comédiens en liberté - Trois siècles d'histoires drôles au Théâtre, Julliard, 1976
- Allais-France, Candeau, 1978
- H comme humour, Grancher, 1984
- S Comme Sottise, Grancher, 1985
- L'Humour loufoque d'Alphonse Allais à Raymond Devos, Grancher, 1985